# Оукліф-Плантейшен (Флорида)
Оукліф-Плантейшен (англ. Oakleaf Plantation) — переписна місцевість (CDP) в США, в округах Дювал і Клей штату Флорида. Населення — 31 034 особи (2020).

## Географія
Оукліф-Плантейшен розташований за координатами 30°10′15″ пн. ш. 81°50′8″ зх. д. / 30.17083° пн. ш. 81.83556° зх. д. (30.170828, -81.835487).  За даними Бюро перепису населення США в 2010 році переписна місцевість мала площу 42,95 км², з яких 42,93 км² — суходіл та 0,03 км² — водойми.

## Демографія
Згідно з переписом 2010 року, у переписній місцевості мешкало 20 315 осіб у 6255 домогосподарствах у складі 5274 родин. Густота населення становила 473 особи/км².  Було 6924 помешкання (161/км²).
Расовий склад населення:
| - 58,8 % — білих - 25,3 % — чорних або афроамериканців - 7,9 % — азіатів - 0,3 % — корінних американців - 0,1 % — вихідців з тихоокеанських островів - 3,1 % — осіб інших рас |

До двох чи більше рас належало 4,5 %. Частка іспаномовних становила 13,0 % від усіх жителів.
За віковим діапазоном населення розподілялося таким чином: 35,8 % — особи молодші 18 років, 60,3 % — особи у віці 18—64 років, 3,9 % — особи у віці 65 років та старші. Медіана віку мешканця становила 30,2 року. На 100 осіб жіночої статі у переписній місцевості припадало 93,2 чоловіків;  на 100 жінок у віці від 18 років та старших — 88,7 чоловіків також старших 18 років.
Середній дохід на одне домашнє господарство  становив 87 049 доларів США (медіана — 76 891), а середній дохід на одну сім'ю — 90 860 доларів (медіана — 84 991). Медіана доходів становила 60 987 доларів для чоловіків та 49 405 доларів для жінок. За межею бідності перебувало 7,1 % осіб, у тому числі 4,9 % дітей у віці до 18 років та 4,2 % осіб у віці 65 років та старших.
Цивільне працевлаштоване населення становило 10 532 особи. Основні галузі зайнятості: освіта, охорона здоров'я та соціальна допомога — 25,1 %, роздрібна торгівля — 11,1 %, науковці, спеціалісти, менеджери — 10,5 %.